# People Nation
Die People Nation ist eine Allianz verschiedener amerikanischer Straßengangs, welche ursprünglich aus dem Großraum Chicago stammen. Ihre Gegner sind in der Folk Nation zusammengeschlossen.

## Gründung
Am 11. November 1978 schlossen sich die Gangster Disciples mit anderen Gangs als Folk Nation zusammen. Im selben Jahr gründeten die El Rukns (heute Black P. Stones), die Vice Lords und die Latin Kings in Reaktion darauf eine eigene Allianz, die People Nation.
Jeff Fort von El Rukns, Bobby Gore von den Vice Lords und Gustavo Colon von den Latin Kings spielten dabei bei der Schaffung dieser Allianz eine bedeutende Rolle. Weitere Gründungsmitglieder waren die Mickey Cobras, Latin Counts, Bishops, Insane Unknowns, Spanish Lords und später auch die Gaylords und die South Side Popes. Kennzeichen der Gangmitglieder sind ein linker Ohrring, ein hochgeschlagenes linkes Hosenbein sowie eine nach links gedrehte Baseballcap.

## Symbole
Gangmitglieder demonstrieren ihre Zugehörigkeit durch das Verwenden bestimmter Zeichen, Nummern- und Buchstabenfolgen sowie das Tragen bestimmter Farben und durch Graffiti. Bei Gangs spielt auch die Trageweise von Kleidung eine Rolle, so beispielsweise, zu welcher Körperhälfte hin Hüte oder Bandanas getragen werden. Bei der People Nation werden die entsprechenden Kleidungsstücke nach links getragen.
Beim Handzeichen der Organisation werden die Arme so gefaltet, dass sie nach links zeigen. Die People Nation benutzt weiterhin einen fünfzackigen Stern als Gangsymbol. Dieser geht auf die Black P. Stones zurück, welche zu den größten Mitgliedern zählt. 
In der Allianz wird die Phrase „high five, six must die“, eine Anspielung auf den sechszackigen Stern der Folk Nation. Es gibt weitere Phrasen, welche auf die Folk Nation anspielen, so „five in the sky, six must die“ oder „5 poppin, 6 droppin“. Nach unten gedrehte Heugabeln werden als Zeichnungen verwendet, um die Folk Nation zu provozieren.
Bei der Begrüßung anderer Gangmitglieder der People Nation finden Sprüche wie „Alles ist gut“ Verwendung. Neben dem fünfzackigen Stern werden auch weitere Symbole wie eine dreidimensionale Pyramide, eine fünfzackige Krone sowie ein Würfel, welcher eine Fünf zeigt, verwendet. Dazu kommt noch eine Mondsichel, deren konkave Seite nach rechts zeigt. Zum Teil befindet sich auch ein fünfzackiger Stern rechts des Mondes.

## Wichtige Mitglieder
Die folgenden Gangs gehören zu den größten und wichtigsten innerhalb der People Nation:
- Vice Lords
- Black P. Stones
- Latin Kings
- Chicago Gaylords
- South Side Popes
- Spanish Lords
- Insane Unknowns
- Latin Counts
- Mickey Cobras
- Four Corner Hustlers